# 根室市立花咲小学校
根室市立花咲小学校（ねむろしりつはなさきしょうがっこう）は、日本の北海道根室市駒場町にある小学校。
1876年（明治9年）12月に梅ヶ枝町で落成し、同月14日の開校式で開拓使長官黒田清隆により花咲小学校と命名された。1877年（明治10年）1月に夜学校を開き、同年6月に図書室を地域住民に公開している。
1878年（明治11年）1月に公立花咲小学校に改称され、「本道東部第一の大校」と言われた。